# Dana Cervantes
Dana Cervantes (ur. 18 sierpnia 1978 w Máladze) – hiszpańska lekkoatletka, tyczkarka.

## Osiągnięcia
- 11. miejsce podczas mistrzostw Europy (Budapeszt 1998)
- brązowy medal Uniwersjady (Palma de Mallorca 1999)
- brąz młodzieżowych mistrzostw Europy (Göteborg 1999)
- 14. lokata w mistrzostwach świata (Sewilla 1999)
- złoto igrzysk śródziemnomorskich (Tunis 2001)
- 3. miejsce na pucharze świata (Madryt 2002)
- 9 złotych medali mistrzostw Hiszpanii

W 2004 reprezentowała Hiszpanię podczas igrzysk olimpijskich w Atenach, gdzie po udanym przejściu eliminacji nie zaliczyła żadnej wysokości w finale i nie została sklasyfikowana.

## Rekordy życiowe
- skok o tyczce (stadion) - 4,40 (2004)
- skok o tyczce (hala) - 4,46 (2004)